# Brama Krakowska
Brama Krakowska  é a porta de entrada principal do centro histórico de Lublin e um dos símbolos da cidade polonesa. Construída no século XIV como parte da muralha defensiva, representa o estilo gótico com elementos barrocos introduzidos no século XVIII.

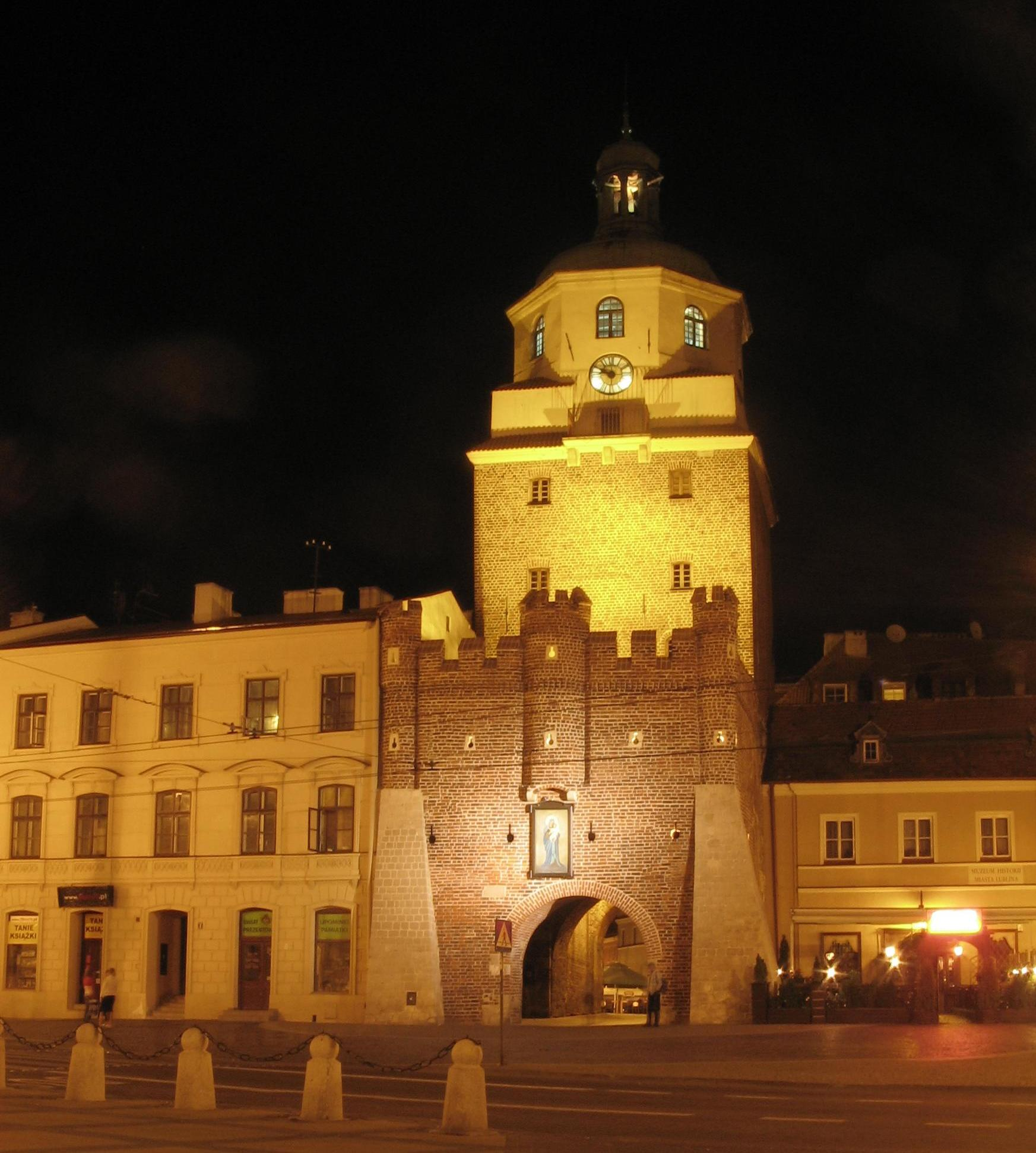
Lublin Brama Krakowska

## História
Antigamente, a muralha tinha só duas portas que permitiam entrar na cidade. Uma deles é a Brama Krakowska, construída no século XIV durante a fortificação da cidade, por ordem do rei Casimiro III da Polônia depois dum ataque dos Tártaros (1341). As duas portas, Brama Krakowska e Brama Grodzka, localizavam-se na rota de comércio desde Cracóvia até à Lituânia e ao Principado de Quieve. Nos documentos oficiais a Brama Krakowska era designada de “Porta Alta” (Brama Wysoka) porque ficava numa parte da cidade mais elevada do que a Brama Grodzka.
No início a porta tinha só a parte de baixo, com as ameias em cima do muro e o telhado de duas águas. As primeiras mudanças do aspeto foram introduzidas no século XV – a porta foi elevada e obteve um aspeto mais diversificado com uma configuração de tijolos nova. Durante a sua história a porta foi renovada muitas vezes, sobretudo em consequência dos incêndios. Provavelmente no século XVI foram construídos a parte octogonal com a cobertura de cobre e os novos elementos da fortificação. São deste século também o relógio e os alpendres (onde músicos podiam tocar instrumentos e cantar para os cidadãos). A praça em frente da porta (Plac Łokietka) tornou-se o principal ponto de comércio da cidade.

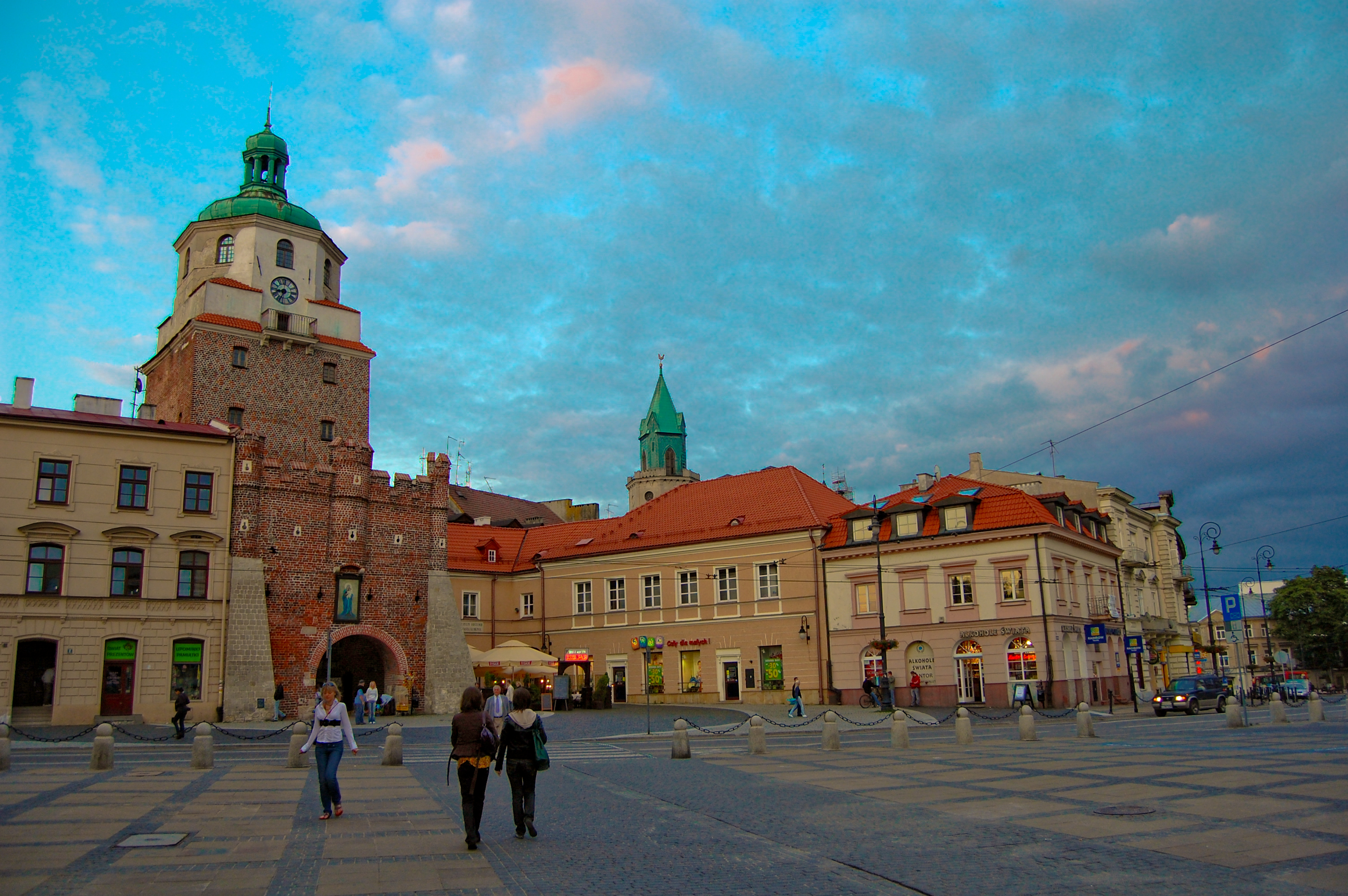
Lublim - Brama Krakowska e Plac Łokietka (2009-06-12)

No século XVII a Brama Krakowska perdeu a sua importância. Por causa do seu mau estado da conservação e da muralha, a cidade nem sequer se defendeu durante o ataque dos Cossacos em 1656. Nos anos seguintes a porta serviu de residência para diferentes funcionários da cidade. Por causa dos custos elevados da manutenção, no século XIX foi destinado a demolir, mas o plano não foi realizado. A Brama Krakowska até hoje continua a ser um dos elementos mais característicos de Lublim.

## Relógio
A porta possui o relógio desde o século XVI. Nos documentos históricos do século XVI é mencionado um mostrador grande do relógio no lado exterior da porta, mas não se sabe com certeza se nesta altura já havia um mostrador visível desde o interior. No princípio era um relógio mecânico, depois elétrico. Atualmente é um relógio digital, tem o mostrador do século XIX e o mecanismo do XX.
Alguns dos elementos antigos, o sino do século XV e o relógio dos princípios do século XX ambos destruídos durante a Segunda Guerra Mundial, são mostrados no Museu da História de Lublim.

## Museu da história de Lublim
Localizado no edifício histórico de Brama Krakowska desde 1965, é uma sucursal do Museu de Lublim. A coleção do museu apresenta a história da cidade desde o século V até à Segunda Guerra Mundial. A exposição é repartida entre os cinco andares do edifício de acordo com as épocas históricas. O museu conserva, entre muitos outros, arquivos, obras de arte, fotografias e materiais arqueológicos provenientes da região de Lublim.